# Black Beck (Esthwaite Water)
Der Black Beck ist ein Fluss in dem Lake District in Cumbria in England.
Der Black Beck entsteht nördlich des Ortes Hawkshead aus dem Zusammenfluss von Hall Beck und Thurs Gill. Der Fluss fließt in südlicher Richtung östlich an Hawkshead vorbei bis zu seiner Mündung in das nördliche Ende des Esthwaite Water.